# Schachan
Schachan (kasachisch Шахан) ist eine Siedlung im Gebiet Qaraghandy in Kasachstan.
Der Ort mit 8040 Einwohnern (2012) befindet sich auf dem rechten Ufer des Flusses Scherubai-Nura zwölf Kilometer nördlich der Gebietshauptstadt Qaraghandy. Im Westen liegt in zwölf Kilometer Entfernung die Stadt Schachtinsk, deren Verwaltung die Siedlung unterstellt ist.

## Geschichte
Die Siedlung wurde 1962 gegründet.

## Wirtschaft
In Schachan wurde Kohle des Karabass gefördert.